# Muhlenbergia glomerata
Muhlenbergia glomerata är en gräsart som först beskrevs av Carl Ludwig von Willdenow, och fick sitt nu gällande namn av Carl Bernhard von Trinius. Muhlenbergia glomerata ingår i släktet muhlygräs, och familjen gräs. Inga underarter finns listade i Catalogue of Life.

## Bildgalleri

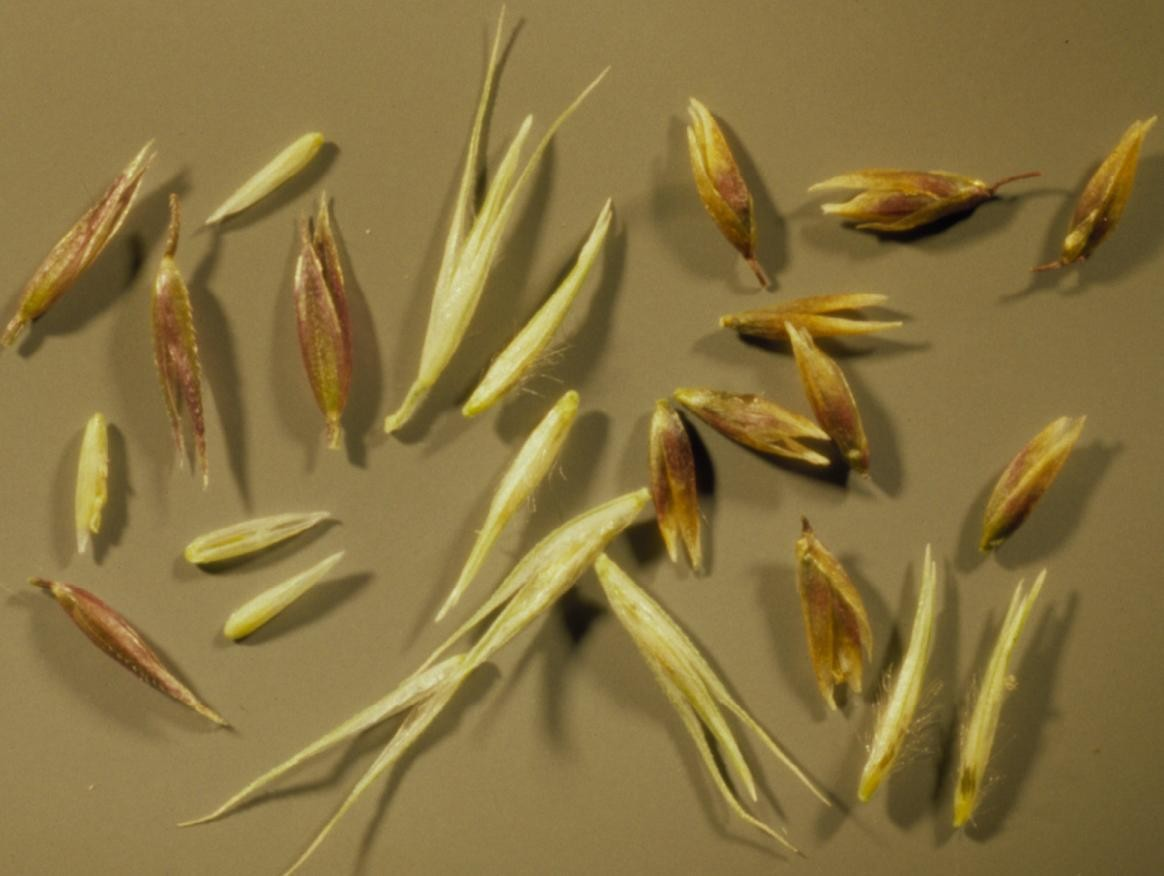
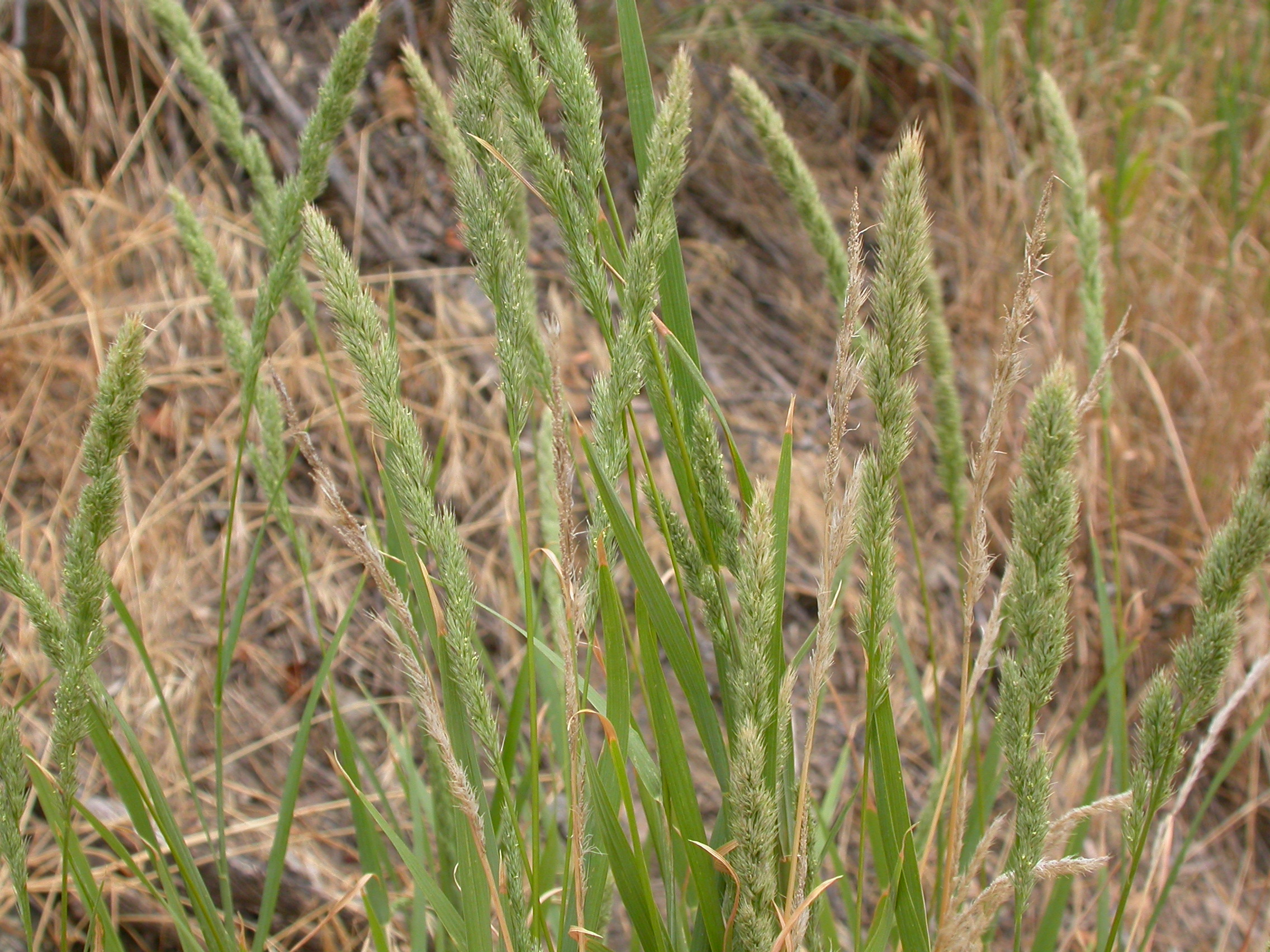
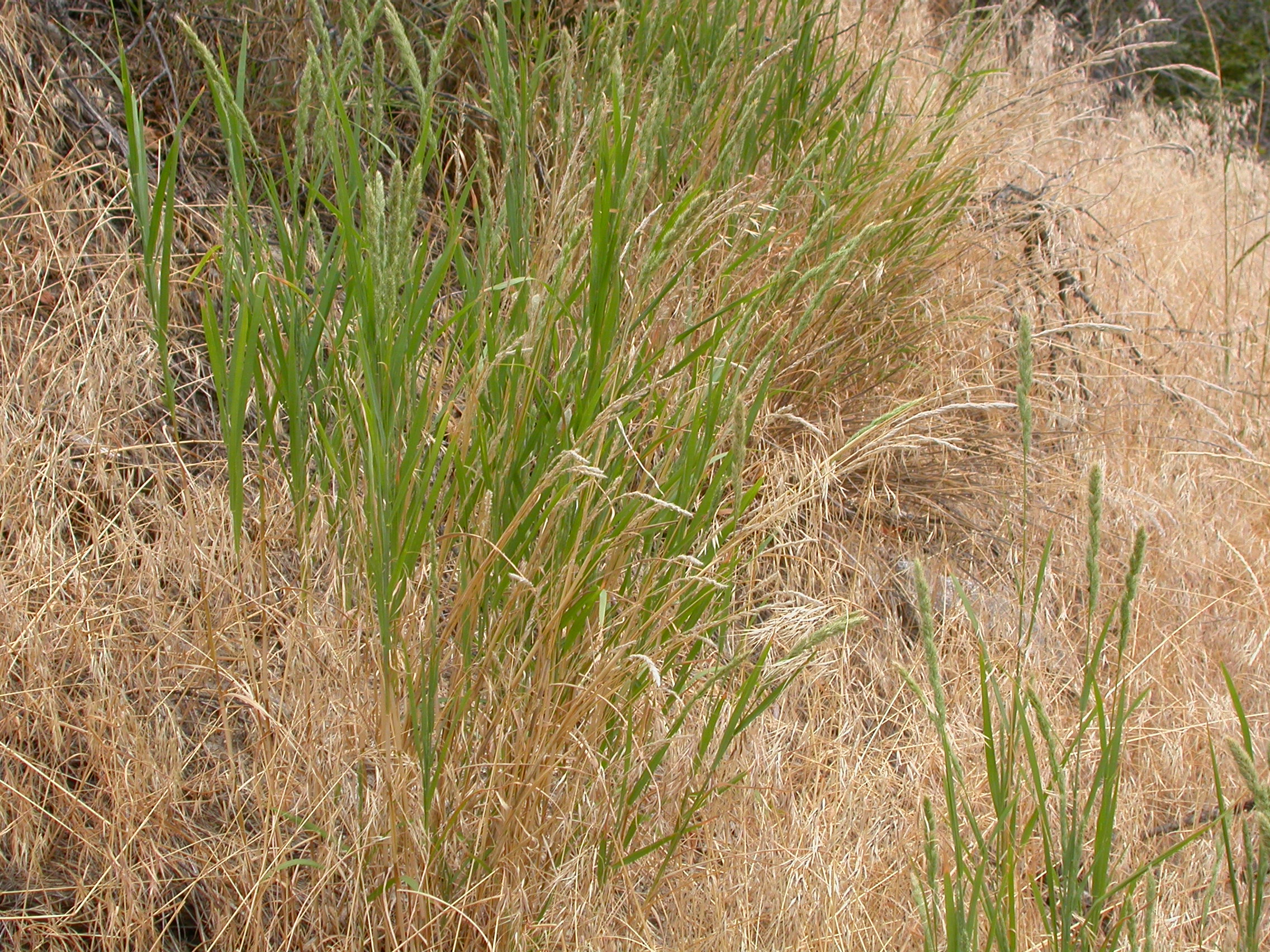
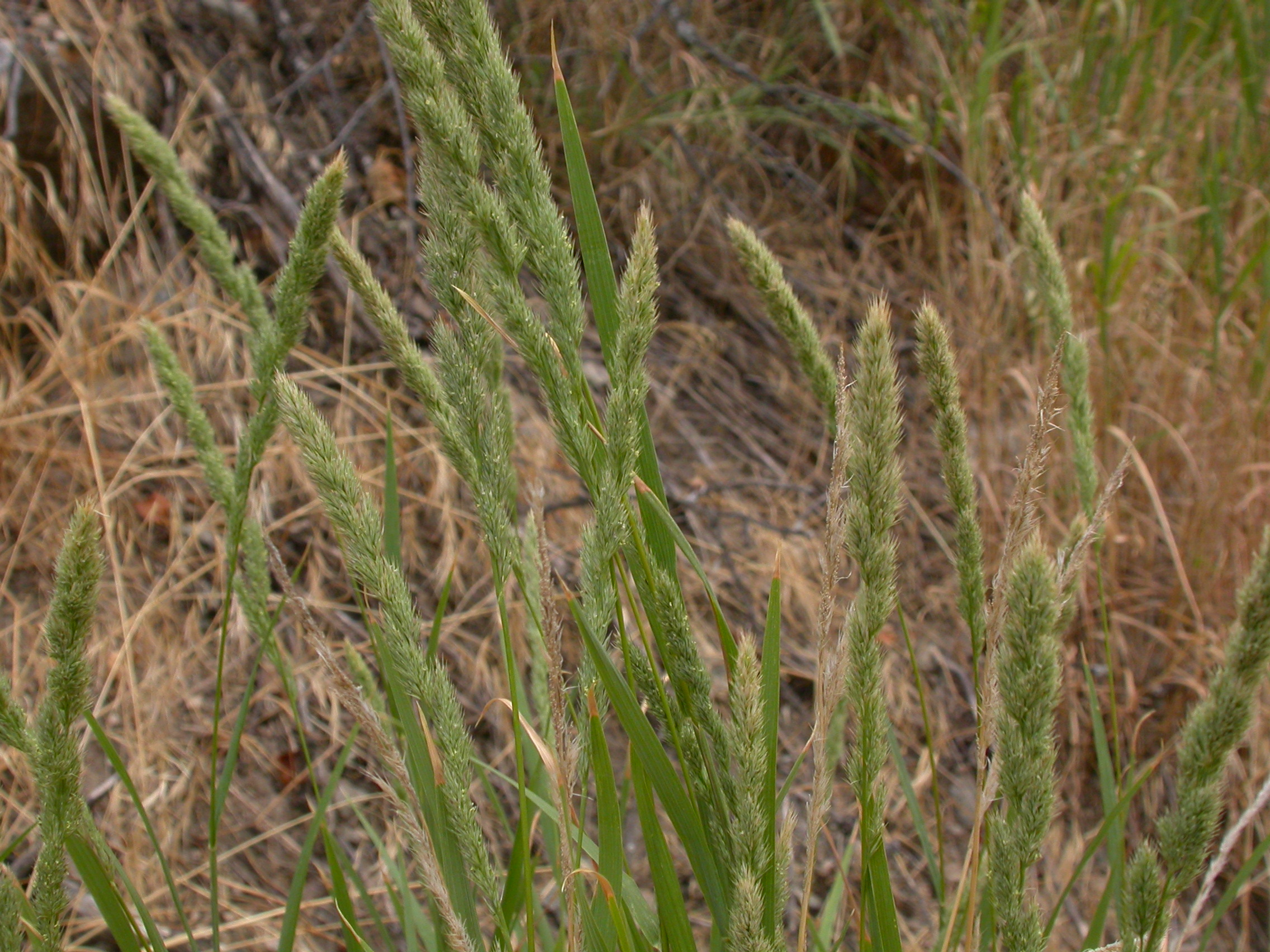